# Fachhochschule Dortmund
Die Fachhochschule Dortmund ist mit fast 14.000 Studierenden eine der größten Fachhochschulen in Nordrhein-Westfalen und zählt damit auch zu den zehn größten Fachhochschulen in Deutschland. Sie ist an drei Standorten (Campus Emil-Figge-Straße, Campus Max-Ophüls-Platz, Campus Sonnenstraße) in Dortmund vertreten. Die Fachhochschule ist in acht Fachbereiche gegliedert: Architektur, Design, Elektrotechnik, Informatik, Maschinenbau, Angewandte Sozialwissenschaften, Wirtschaft und Informationstechnik.

## Geschichte
Die Ursprünge der Fachhochschule Dortmund liegen in der Königlichen Werkmeisterschule für Maschinenbauer, die im heutigen Kreuzviertel am Standort Sonnenstraße am 3. November 1890 eröffnet wurde.
Ab 1893 firmierte die Lehranstalt unter dem Titel „Königliche Maschinenbauschulen zu Dortmund“ und bestand aus den drei Abteilungen:
- Königlich technische Mittelschule für Maschinenbau
- Königliche Werkmeisterschule für Maschinenbauer, Schlosser und Schmiede
- Abend- und Sonntagskursus mit Fachunterricht (Abendschule)

Ab 1904 wurde die Schule um eine Gestaltungsausbildung in den Fächern Architektur und Design ergänzt.
Zum 1. April 1931 erfolgte eine weitere Umbenennung diesmal in „Vereinigte Technische Staatslehranstalten für Maschinenwesen und Elektrotechnik“.
Im Jahr 1969 fanden nach einem Streiksemester große Umstrukturierungen statt – Studentenvertreter in allen Gremien und bei Prüfungen – Einführung des Faches Informationstechnik mit einer Hardwareausstattung von Elektronenröhren-Analogrechner und PhyWe-Relaisrechner.
Die heutige Fachhochschule Dortmund ist am 1. August 1971 auf Basis der damaligen Staatlichen Ingenieurschule, der Werkkunstschule Dortmund sowie den Höheren Fachschulen für Sozialarbeit, Sozialpädagogik und Wirtschaft gegründet worden. In der Gründungszeit um 1972 waren insgesamt 2800 Studierende eingeschrieben, denen 144 Professoren zur Seite standen.
Mittlerweile ist die Zahl auf etwa 14.022 Studierende angewachsen (WS 2017/18). Diese werden von 221 Professoren betreut, dazu kommen 416 Lehrbeauftragte, 22 Lehrkräfte für besondere Aufgaben und 176 wissenschaftliche und künstlerische Mitarbeiter.
Im Dezember 2013 wurde von der Fachhochschule Dortmund, der Hochschule Bochum sowie der Westfälischen Hochschule die Ruhr Master School gegründet. Diese soll den Aufbau einer gemeinsamen Masterausbildung der Ruhr-Fachhochschulen, die Schaffung einer Master School mit Rahmenprogramm, ein diversifiziertes Angebot an Masterstudiengängen sowie den vereinfachten Übergang aus den Bachelorstudiengängen der beteiligten Hochschulen in die Masterstudiengänge der Ruhr Master School ermöglichen.

## Standorte
Die Zentrale befindet sich im Dortmunder Kreuzviertel (Sonnenstraße 96-100). An diesem Standort befinden sich die Fachbereiche Informations- und Elektrotechnik und Maschinenbau.
Der Fachbereich Design befindet sich auch im Kreuzviertel (Max-Ophüls-Platz 2).
Der größte Standort befindet sich auf dem Campus Nord der Technischen Universität Dortmund. Hier haben die Fachbereiche Architektur, Informatik, Angewandte Sozialwissenschaften und Wirtschaft (Emil-Figge-Str. 40, 42, 44) ihren Platz, wo auch der weitaus größere Teil der Studierenden anzutreffen ist.

## Fachbereiche

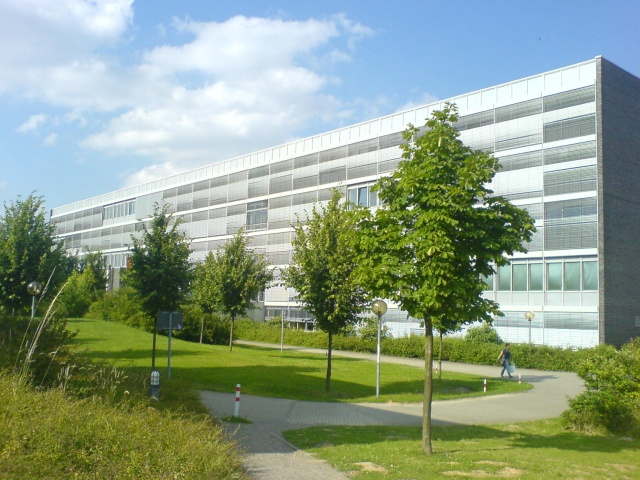
Fachbereich Architektur

Die FH Dortmund hat acht Fachbereiche. Historisch bedingt sind diese nicht von 1 bis 8 durchnummeriert, sondern gehen von 1 bis 5 und von 8 bis 10. (Stand: 15. Januar 2018)
Fachbereich 1: Architektur

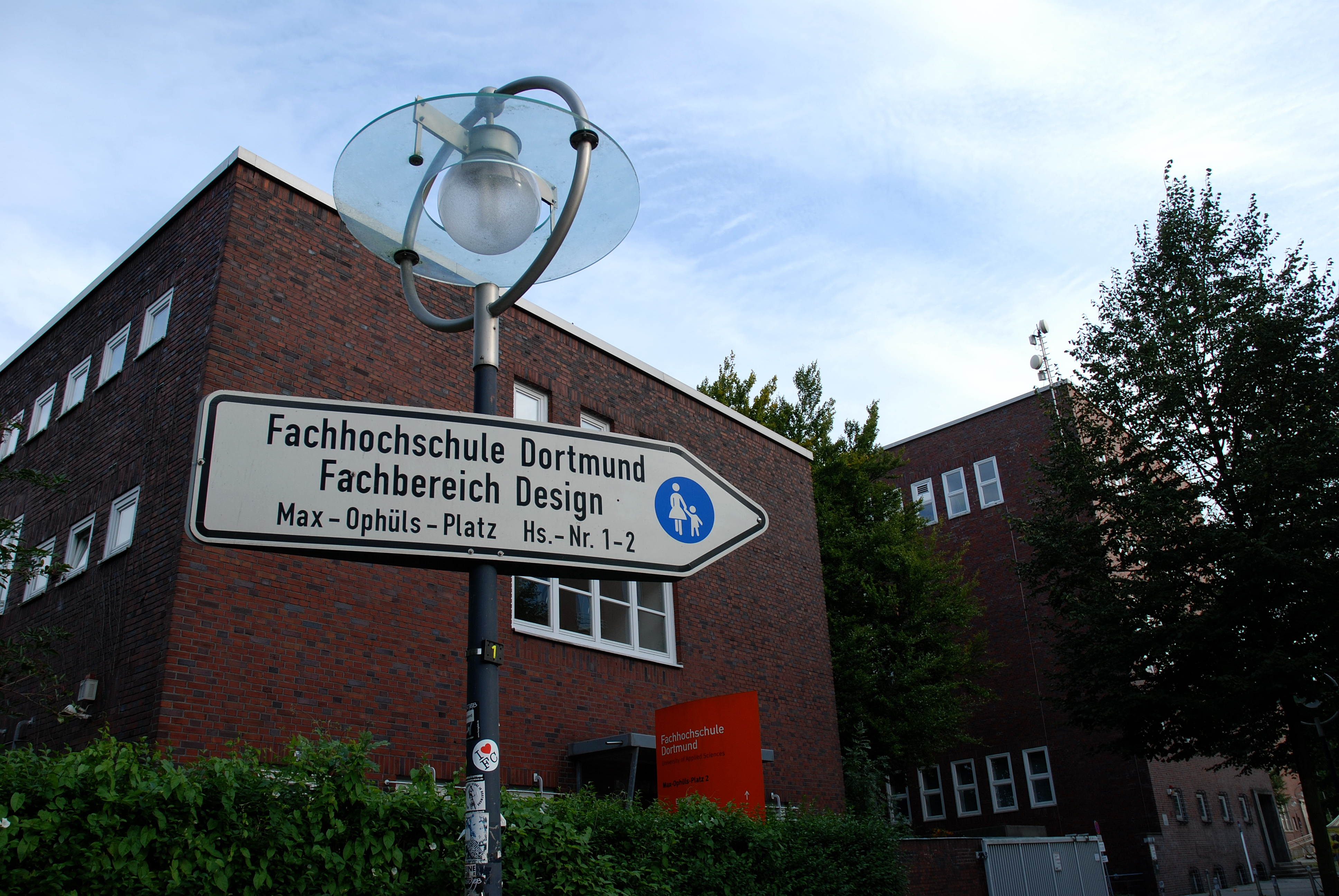
Fachbereich Design

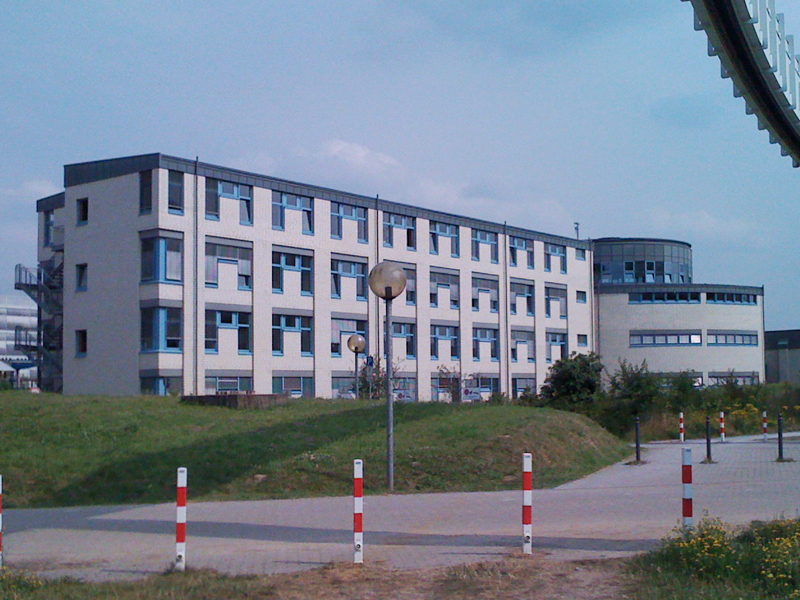
Fachbereich Informatik

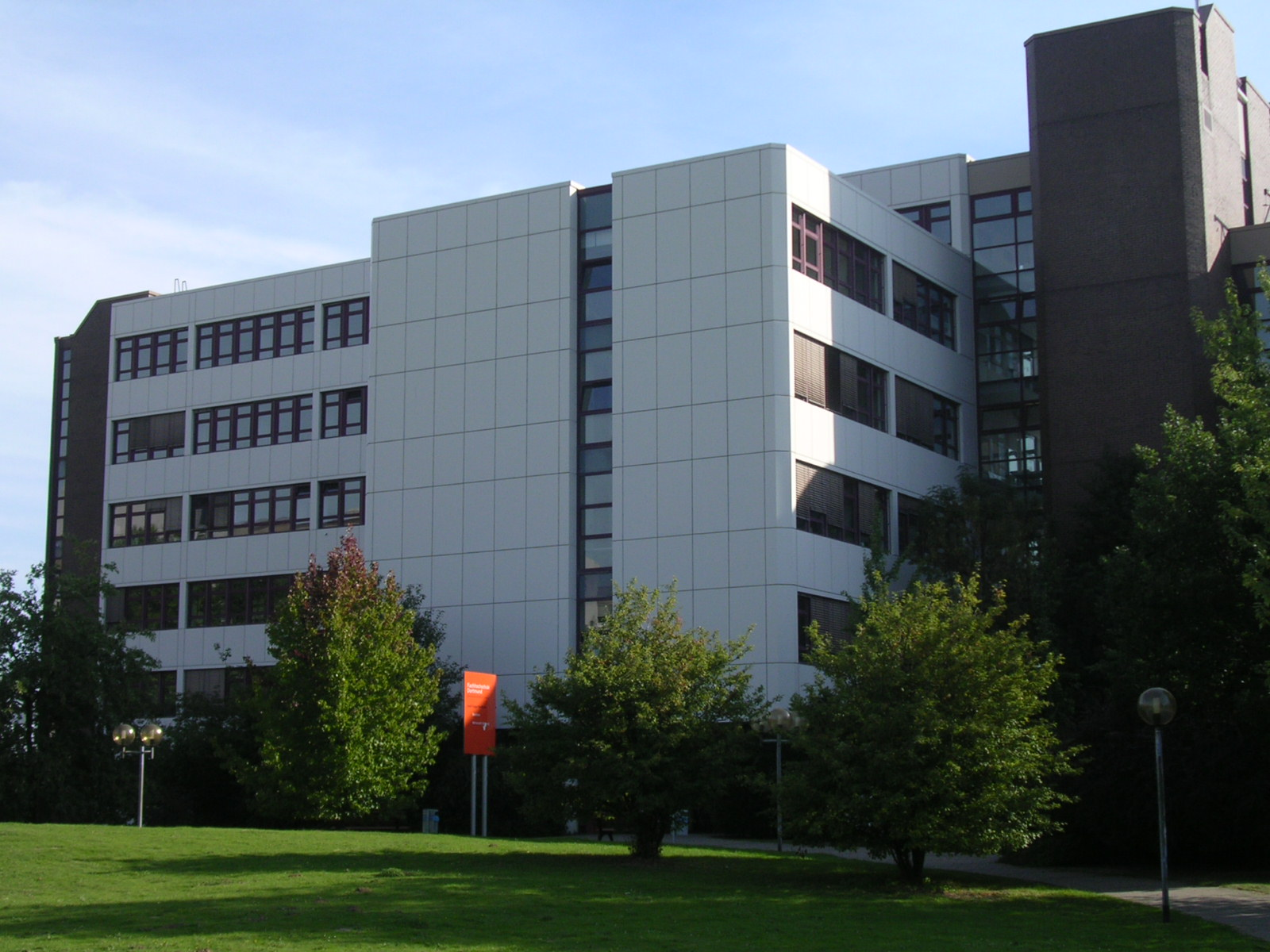
Die Fachbereiche Wirtschaft und Soziales

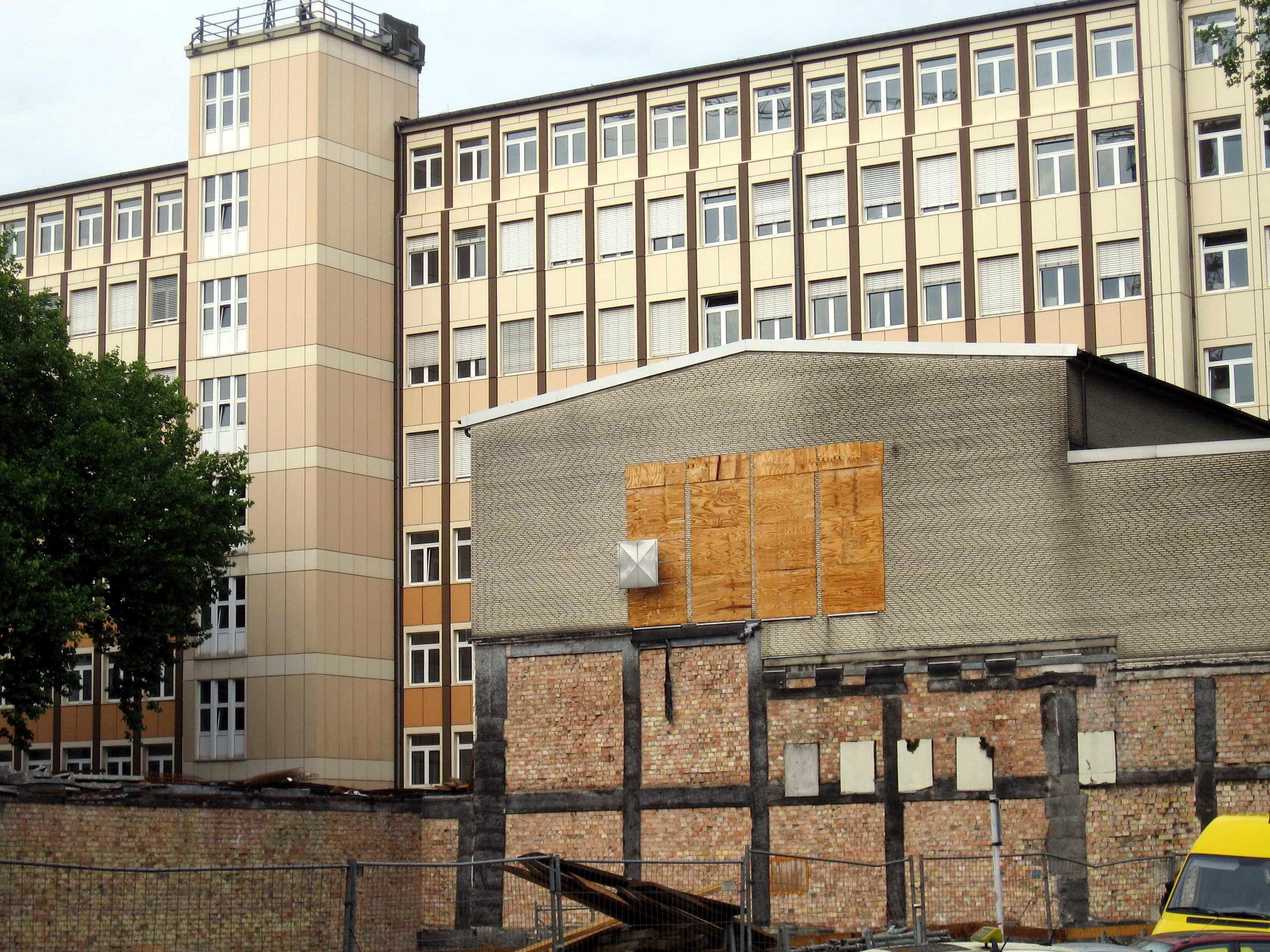
Gebäude im Kreuzviertel während des Umbaus

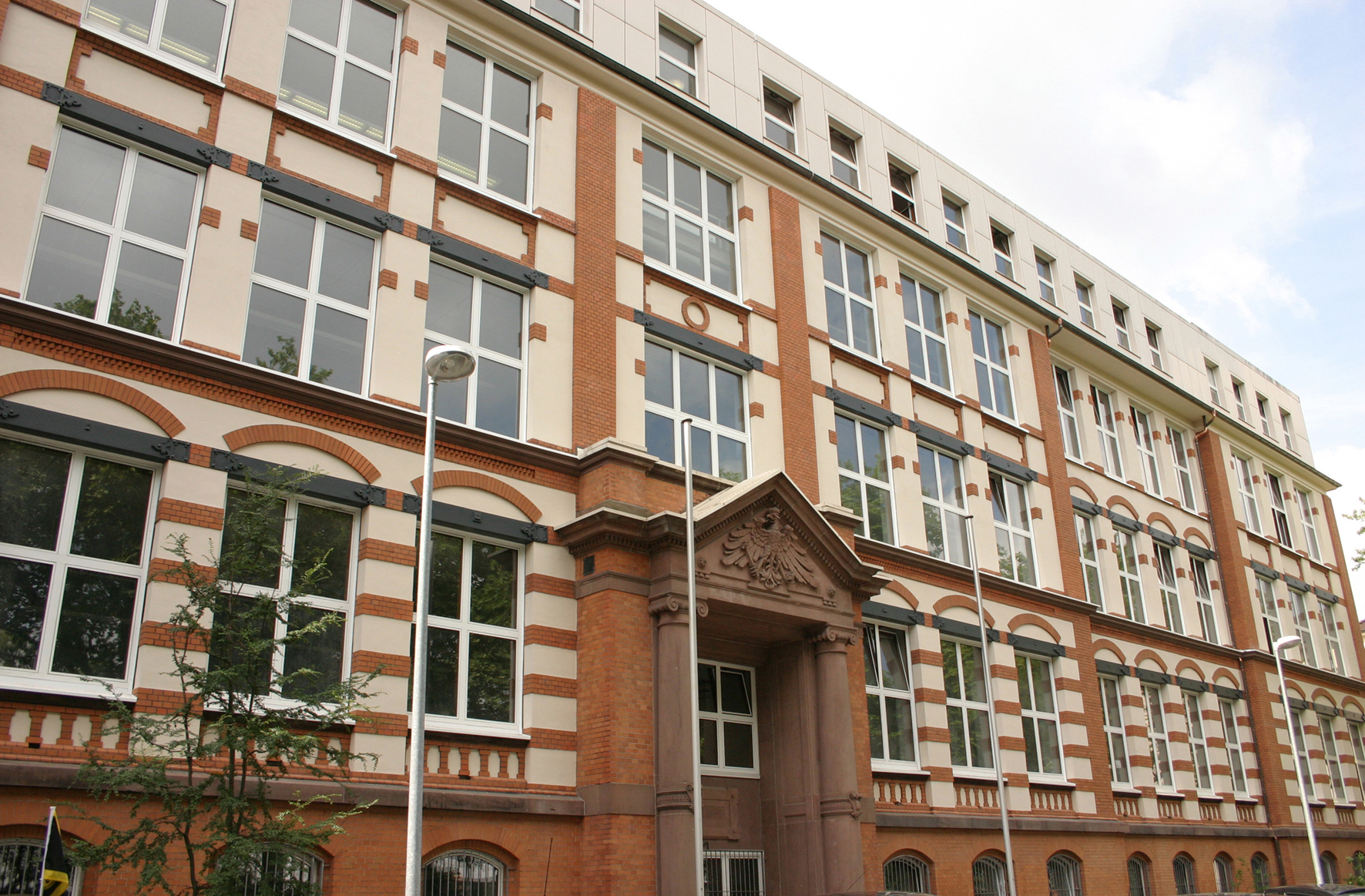
Historische Fassade an der Sonnenstraße

1. Studiengang Architektur – Bachelor of Science (Voll- und Teilzeit)
2. Studiengang Städtebau NRW – Master of Arts (in Kooperation mit anderen Hochschulen)
3. Studiengang Gebäudehüllen aus Metall – Master of Science
4. Studiengang Ressource Architektur – Master of Arts (Teilzeit)

Fachbereich 2: Design
1. Studiengang Kommunikationsdesign – Bachelor of Arts
2. Studiengang Objekt- und Raumdesign – Bachelor of Arts
3. Studiengang Film & Sound – Bachelor of Arts
4. Studiengang Fotografie – Bachelor of Arts
5. Studiengang Editorial Design – Master of Arts
6. Studiengang Fotografie – Photographic Studies – Master of Arts (3 und 4 Semester)
7. Studiengang Szenografie und Kommunikation – Master of Arts
8. Studiengang Film – Master of Arts
9. Studiengang Sound – Master of Arts

Fachbereich 3: Elektrotechnik
1. Studiengang Elektrotechnik (mit und ohne Praxissemester, Auslandssemester) – Bachelor of Engineering
2. Studiengang Energiewirtschaft und Energiedatenmanagement (mit und ohne Praxissemester, Auslandssemester) – Bachelor of Engineering
3. Studiengang Elektrotechnik und Energiesysteme – Master of Engineering (Voll- und Teilzeit)

Fachbereich 4: Informatik
Im Fachbereich Informatik sind 3.358 Studenten eingeschrieben. Dieser ist somit der größte Fachbereich.
1. Studiengang Informatik – Bachelor of Science
2. Studiengang Medizinische Informatik (mit und ohne Praxissemester) – Bachelor of Science
3. Studiengang Wirtschaftsinformatik (mit und ohne Praxissemester) – Bachelor of Science
4. Studiengang Wirtschaftsinformatik – Bachelor of Science (Verbundstudium)
5. Studiengang Wirtschaftsinformatik – Bachelor of Science (Online-Studium)
6. Studiengang IT- und Softwaresysteme – Bachelor of Science (in Kooperation mit der IT-Center Dortmund GmbH)
7. Studiengang Informatik Dual – Bachelor of Science (duales Studium)
8. Studiengang Web- und Medieninformatik – Bachelor of Science (Online-Studium)
9. Studiengang Informatik – Master of Science
10. Studiengang Medizinische Informatik – Master of Science
11. Studiengang Wirtschaftsinformatik – Master of Science (3 und 4 Semester)
12. Studiengang Wirtschaftsinformatik – Master of Science (Verbundstudium)
13. Studiengang Digital Transformation – Master of Science
14. Studiengang Embedded Systems for Mechatronics – Master of Engineering
15. Studiengang Digital Design – Master of Science

Fachbereich 5: Maschinenbau
1. Studiengang Maschinenbau mit Praxissemester – Bachelor of Engineering
2. Studiengang Fahrzeugentwicklung – Bachelor of Engineering
3. Studiengang Maschinenbau – Bachelor of Engineering (Verbundstudium PSM)
4. Studiengang Produktentwicklung und Simulation – Master of Engineering
5. Studiengang Flexible Produktionssysteme – Master of Engineering
6. Studiengang Fahrzeugtechnik – Nachhaltige Mobilität – Master of Engineering
7. Studiengang Internationales Projektingenieurwesen – Master of Engineering (weiterbildendes Verbundstudium)

Fachbereich 8: Angewandte Sozialwissenschaften
1. Studiengang Soziale Arbeit – Bachelor of Arts
2. Studiengang Soziale Arbeit – Schwerpunkt Armut und (Flüchtlings-) Migration – Bachelor of Arts (duales Studium)
3. Studiengang Jugend in Theorie und Praxis Sozialer Arbeit – Master of Arts (Teilzeit)
4. Studiengang Soziale Nachhaltigkeit und demografischer Wandel – Master of Arts

Fachbereich 9: Wirtschaft
1. Studiengang Betriebswirtschaft mit Auslands-/Praxissemester – Bachelor or Arts
2. Studiengang Betriebswirtschaftliche Logistik – Bachelor of Science
3. Studiengang International Business – Bachelor of Arts (6 Semester)
4. Studiengang International Business Management – Bachelor of Arts
5. Studiengang Finance, Accounting, Controlling, Taxes (FACT) – Bachelor of Science
6. Studiengang Versicherungswirtschaft – Bachelor of Science (duales Studium)
7. Studiengang European Master in Project Management – IT – Master of Arts (3 Semester)
8. Studiengang European Master in Project Management – Master of Arts (3 und 4 Semester)
9. Studiengang Finance, Accounting, Controlling, Taxation (FACT) – Master of Science (3 und 4 Semester)
10. Studiengang Finance, Accounting, Controlling, Taxation (FACT) – Controlling & Digitalisierung – Master of Science (3 Semester)
11. Studiengang Business Management – Master of Arts (3 und 4 Semester)
12. Studiengang International Management – Master of Arts (2 Semester)
13. Studiengang Betriebswirtschaft für New Public Management – Master of Business Administration (weiterbildendes Verbundstudium)

Fachbereich 10: Informationstechnik
1. Studiengang Biomedizintechnik (mit und ohne Praxissemester) – Bachelor of Engineering
2. Studiengang Digitale Technologien (mit und ohne Praxissemester) – Bachelor of Engineering
3. Studiengang Orthopädie- und Rehabilitationstechnik – Bachelor of Engineering
4. Studiengang Informations- und Elektrotechnik – Master of Engineering
5. Studiengang Biomedizinische Informationstechnik – Master of Science

## Organisationseinheiten
Zu den zentralen Betriebseinheiten der Fachhochschule Dortmund zählt neben der Verwaltung – inklusive der Hochschul-IT – die Hochschulbibliothek.

### Hochschulverwaltung
Die Hochschulverwaltung sorgt für die Erfüllung der Aufgaben der Fachhochschule in Planung, Verwaltung und Rechtsangelegenheiten. Sie versteht sich als Dienstleister für Studierende, Lehre, Forschung und Entwicklung.

### Hochschulrat
Der Hochschulrat der FH Dortmund besteht aus zehn Mitgliedern, von denen bis zu drei aus der Hochschule sein können. Vorsitzender des Hochschulrates ist Guido Baranowski.

### Hochschul-IT
Der Hochschul-IT obliegt die Bereitstellung, der Betrieb und die Organisation der zentralen Datenverarbeitungs- und Datenkommunikationssysteme sowie deren Netzinfrastruktur. Sie koordiniert die hochschulweite Netz-, System- und Softwarenutzung sowie die Sicherheit im IT-Bereich. Ein umfangreiches Beratungsangebot unterstützt die Studierenden und Angehörigen im IT-Umfeld.

### Hochschulbibliothek
Die Hochschulbibliothek ist eine öffentlich zugängliche, wissenschaftliche Bibliothek. Sie unterstützt Lehre und Weiterbildung sowie Anwendungsforschung in der Beschaffung und Bereitstellung der relevanten Informationen, Lehrmaterialien und wissenschaftlichen Literatur.

## Forschungs- und Entwicklungsschwerpunkte
- Biomedizintechnik (BMT): Fachbereiche Informations- und Elektrotechnik, Informatik & Maschinenbau
- Computersimulation im Maschinenbau: Fachbereich Maschinenbau
- Intelligent Business Information Services (IBIS): Fachbereiche Informatik, Wirtschaft & Angewandte Sozialwissenschaften
- Kommunikationstechnik: Fachbereich Informations- und Elektrotechnik, Kompetenzplattform „Communication and Applied Signal Processing (CAS)“
- Medizinische Informatik: Fachbereich Informatik
- Mobile Business – Mobile Systems: Fachbereiche Wirtschaft und Informatik
- Process Improvement for Mechatronic and Embedded Systems (PIMES): Fachbereiche Informatik & Informations- und Elektrotechnik

## Angegliederte Institute
- Emscher-Lippe-Institut für Automatisierungstechnik und Qualitätssicherung GmbH (ELIAS)
- Institut für betriebliche Informations- und Expertensysteme an der Fachhochschule Dortmund e. V. (IBIES)
- Europäisches Testzentrum für Wohnungslüftungsgeräte e. V. (TZWL)

## Verbundene Institute
- Institut für Kommunikationstechnik
- Institut für die Digitalisierung von Arbeits- und Lebenswelten (IDiAL)

## Mitgliedschaften der Hochschule
- Arbeitskreis Universitäre Erwachsenenbildung e. V.
- Arbeitsgemeinschaft der Wissenschaftsinstitutionen Dortmund (WinDo)
- Auslandsgesellschaft Nordrhein-Westfalen
- Deutscher Akademischer Austauschdienst (DAAD)
- Deutscher Verband für Schweißtechnik
- Deutscher Verein für öffentliche und private Fürsorge
- Dortmunder Forum Frau und Wirtschaft e. V.
- Forschungsgesellschaft für Gerontologie
- Gesellschaft für Informatik
- Hochschulrektorenkonferenz Nordrhein-Westfalen
- International Association of Schools of Social Work
- Internationale Gesellschaft für Ingenieurpädagogik (IGIP)
- Fachbereichstag Soziale Arbeit
- Verband der Bibliotheken
- Verband Deutscher Elektrotechniker
- Verein zur Förderung eines Deutschen Forschungsnetzes
- Wissenschaftliche Buchgesellschaft
- World University Service
- Zentren für Kommunikation und Informationsverarbeitung in Lehre und Forschung (ZKI)

## Partneruniversitäten
(Quelle:)
- Australien
  - Griffith-University, Brisbane
- Belgien
  - LUCA School of Arts, Brüssel/Gent/Löwen
- Frankreich
  - Cread Institute, Lyon
  - École des Beaux-Arts, Rennes
- Großbritannien
  - Nottingham Trent University, Nottingham
  - Abertay University, Dundee
- Indien
  - Srishti School of Art, Design and Technology, Bangalore
- Israel
  - Holon Institute of Technology, Cholon
  - Bezalel Academy of Arts and Design, Jerusalem
- Italien
  - Accademia di Belle Arti di Bologna, Bologna
  - Accademia di Belle Arti di Brera, Mailand
  - Nuova Accademia di Belle Arti (NABA), Mailand
- Niederlande
  - Willem de Koning Academie, Rotterdam
- Norwegen
  - Kunsthogskolen i Bergen, Bergen
- Kuba
  - Escuela Internacional de Cine y Television, San Antonio de los Baños
- Mongolei
  - Mongolian States University of the Arts, Ulaanbaatar
- Österreich
  - FH Joanneum, Graz
  - FH St. Pölten, St. Pölten
  - New Design University, Pölten
- Polen
  - Strzemiński Academy of Art Łódź, Lodz
  - Uniwersytet Śląski w Katowicach, Katowice
- Portugal
  - Universidade Catolica Portuguesa, Lissabon
  - Universidade de Lisboa, Lissabon
  - Universidade Europeia, Lissabon
- Schweden
  - Högskolan i Kalmar, Kalmar
- Schweiz
  - FH Nordwestschweiz, Olten
- Spanien
  - Universitat de Barcelona, Barcelona
  - Universitat de Vic, Barcelona
- Tschechien
  - Univerzita Tomáše Bati ve Zlíně, Zlín
- Ungarn
  - Budapesti Metropolitan Egyetem, Budapest
- USA
  - Metropolitan State University of Denver, Denver

## Absolventen
- Thilo Gosejohann (* 1971), Regisseur und Kameramann
- Patrick Büchting (* 1998), Filmregisseur und Drehbuchautor[8]